# Pernilla Hindsefelt
Pernilla Christina Hindsefelt, född 7 december 1968, är en svensk animatör, regissör, manusförfattare och filmproducent.
Hindsefelt arbetade som ljud- och ljustekniker på Nya Mimenensemblen 1987 och studerade därefter på konstskola i Stockholm 1989. Hon har arbetat med reklamfilm hos Filmtecknarna AB i Stockholm och på A-Film i Köpenhamn.
Hon regidebuterade 1994 med kortfilmen Petitessen, för vilken hon även skrev manus, producerade och animerade. Hennes andra film Do Nothin' till You Hear from Me (1995) belönades med flera priser, däribland en Guldbagge 1996 i kategorin Bästa kortfilm.

## Filmografi
Regi
- 1994 – Petitessen
- 1995 – Do Nothin' till You Hear from Me
- 1998 – Nocturne
- 1999 – Flickor, stjärnor och leksaker
- 2006 – Schack
- 2009 – Jaguaren & Bu och Bä

Manus
- 1994 – Petitessen
- 1995 – Do Nothin' Till You Hear from Me
- 1998 – Nocturne
- 2006 – Schack

Producent
- 1994 – Petitessen
- 1995 – Do Nothin' Till You Hear from Me
- 1998 – Nocturne

Animation
- 1991 – Kalle Stropp och Grodan Boll på svindlande äventyr
- 1994 – Petitessen
- 1995 – Do Nothin' Till You Hear from Me
- 1998 – Nocturne
- 2006 – Schack

Roller
- 1988 – Livsfarlig film